# Colocasia suzukii
Colocasia suzukii är en fjärilsart som beskrevs av Matsumura 1926. Colocasia suzukii ingår i släktet Colocasia och familjen Pantheidae. Inga underarter finns listade i Catalogue of Life.